# Otman Bakkal
Otman Bakkal (*Eindhoven, , Países Bajos, 27 de febrero de 1985) es un exfutbolista neerlandés de origen marroquí. Jugaba de delantero y su último equipo fue el Dinamo de Moscú de la Liga Premier de Rusia.

## Trayectoria

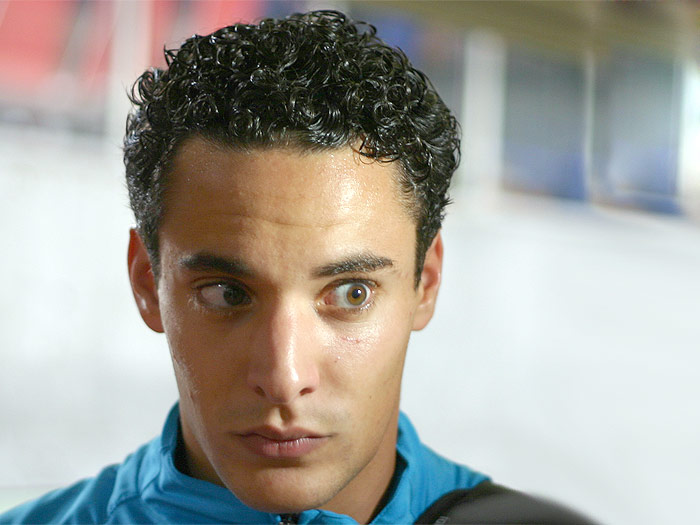
Bakkal en 2007.

Empezó a jugar con 11 años en las categorías inferiores del PSV Eindhoven y en la temporada 2003/04 hizo su debut en el fútbol profesional con dicho club. Tras ser cedido a equipos como el FC Den Bosch y el FC Twente durante tres temporadas, volvió a integrar el PSV Eindhoven en la temporada 2007/08. Ha marcado con este club 11 goles en la temporada 2009/2010.
El 21 de noviembre de 2010 fue mordido por el exjugador del Ajax, ahora jugador del Inter de Miami, Luis Suárez, que fue sancionado por su equipo durante el derby con el PSV.

## Selección nacional
Ha sido internacional con la Selección de fútbol de los Países Bajos, ha jugado 1 partido internacional.

### Participación en Juegos Olímpicos
| Juegos Olímpicos               | Año  | Sede  | Resultado        |
| ------------------------------ | ---- | ----- | ---------------- |
| Juegos Olímpicos de Pekín 2008 | 2008 | Pekín | Cuartos de final |

## Clubes
| Club            | País         | Año       |
| --------------- | ------------ | --------- |
| PSV Eindhoven   | Países Bajos | 2003-2004 |
| FC Den Bosch    | Países Bajos | 2004-2005 |
| FC Eindhoven    | Países Bajos | 2005-2006 |
| FC Twente       | Países Bajos | 2006-2007 |
| PSV Eindhoven   | Países Bajos | 2007-2011 |
| Feyenoord       | Países Bajos | 2011-2012 |
| Dinamo de Moscú | Rusia        | 2012-     |